# 仁愛女子高校站
仁愛女子高校站（日语：／ Jinai joshikōkō Eki */?）是位於福井縣福井市春山一丁目，福井鐵道福武線的電車站。車站編號為F23。

## 車站構造
車站是地面車站，建造在鳳凰通上（福井縣道30號福井丸岡線）上。設有2面2線的相對式月台（千鳥式月台）。兩月台之間間隔一個路口。
平日早上繁忙時間設有職員當值，與列車司機一同收集車票。

### 月台
| 月台 | 路線                   | 上下行 | 方向                                                           |
| ---- | ---------------------- | ------ | -------------------------------------------------------------- |
| 西邊 | ■福武線 （鳳凰田原線） | 下行   | 田原町方向 經越前鐵道■三國蘆原線前往福大前西福井、鷲塚針原方向 |
| 東邊 | ■福武線 （鳳凰田原線） | 上行   | 福井站、武生新方向                                             |

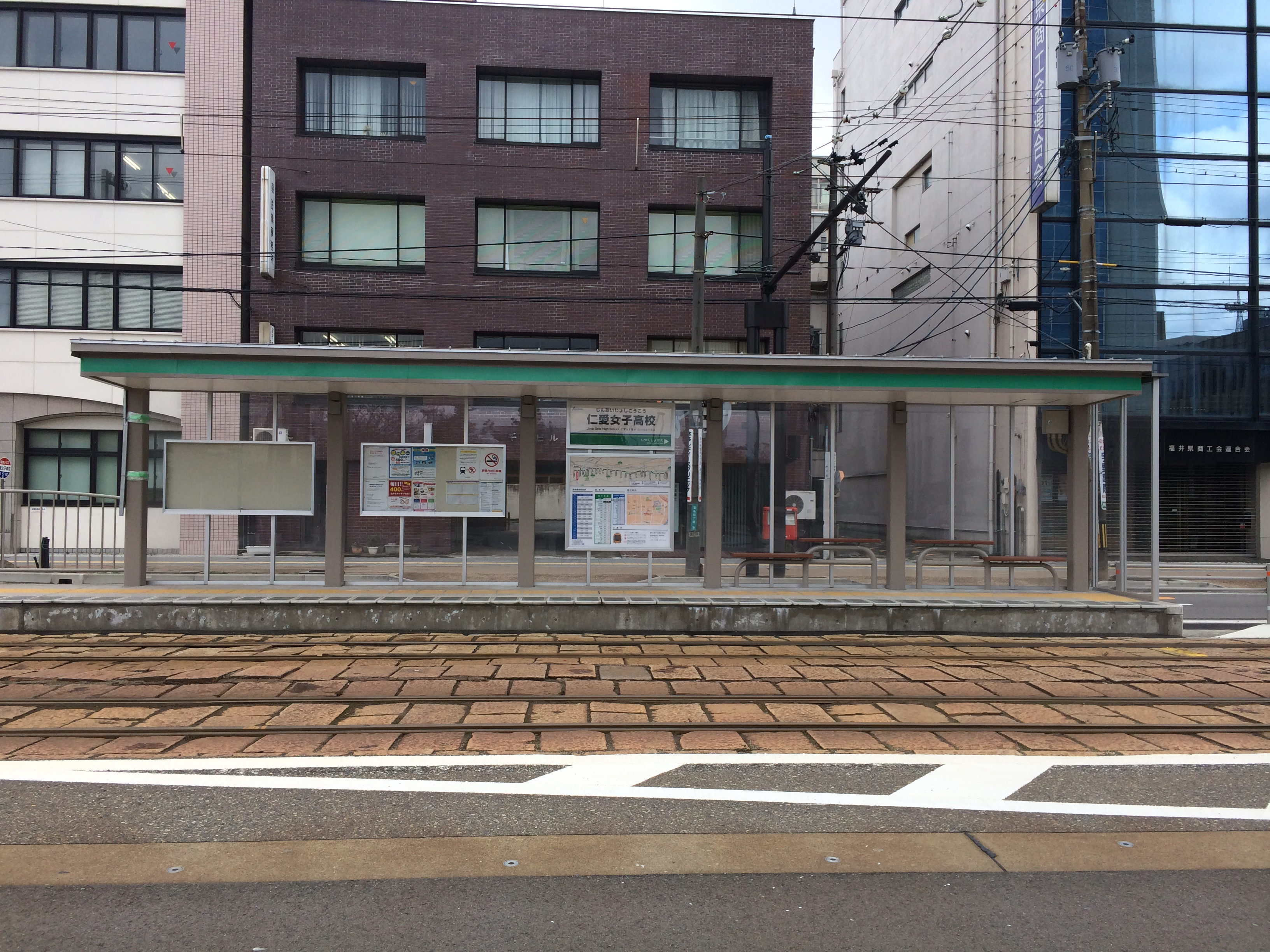
福井站、武生新方向電車站
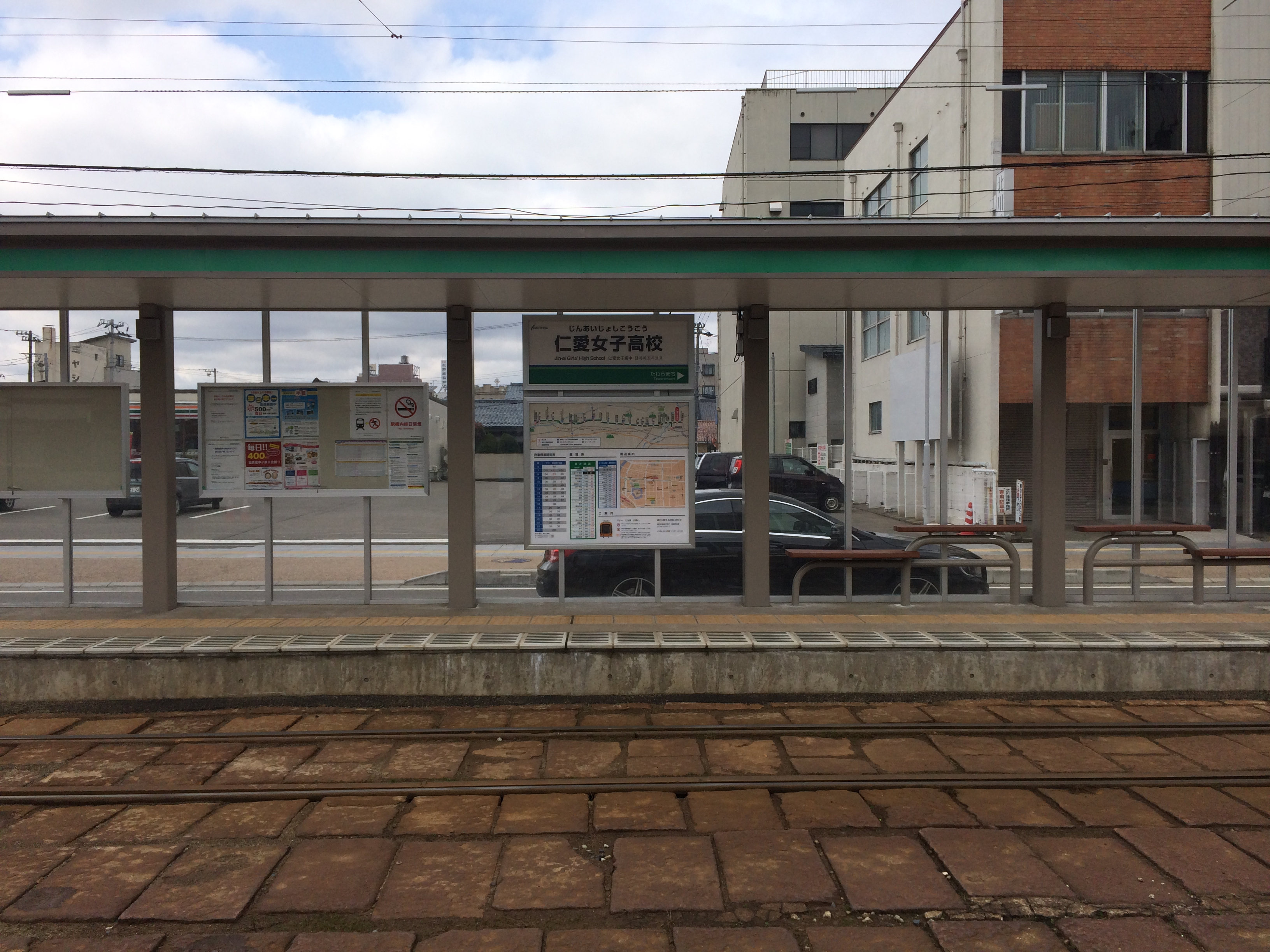
田原町方向電車站

## 歷史

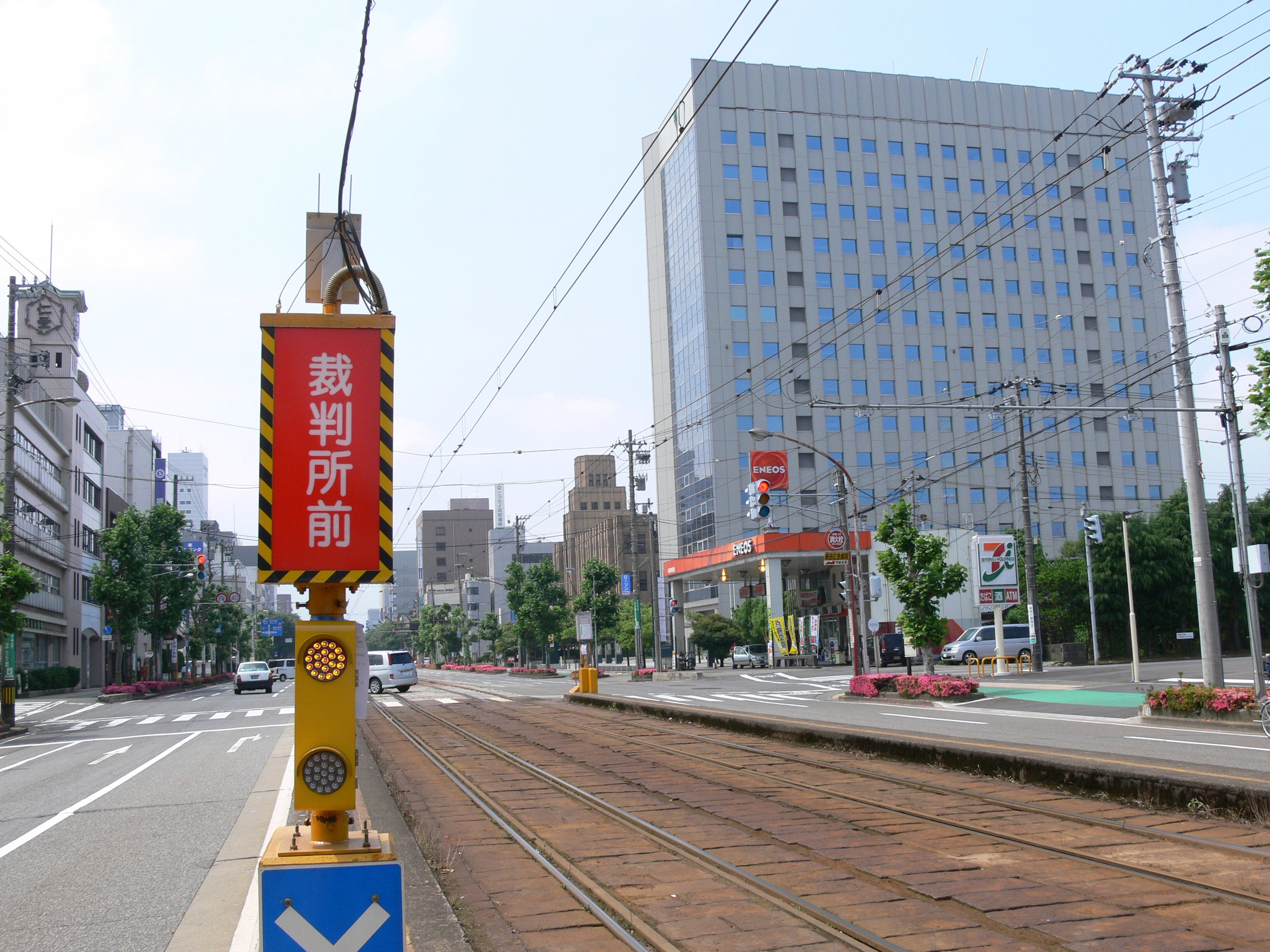
改名前的電車站（2009年6月6日）

- 1950年11月27日：裁判所前站啟用[1][2][3]。
- 1964年12月11日：此站至田原町站之間的松本通站廢止，車站向田原町站一方遷移200米[3]。
- 2010年3月25日：新電車站開始使用。同時改名為仁愛女子高校站[1][4][5]。
- 2024年10月11日：可使用ICOCA及全國通用IC卡付款[6][7]。

## 使用狀況
根據國土交通省「國土數值情報」，以下為1日平均上下車人次：
| 上落車人次變化 | 上落車人次變化 |
| 年度           | 1日平均人次    |
| -------------- | -------------- |
| 2011           | 216            |
| 2012           | 198            |
| 2013           | 198            |
| 2014           | 198            |
| 2015           | 306            |
| 2016           | 152            |
| 2017           | 155            |
| 2018           | 144            |
| 2019           | 74             |
| 2020           | 142            |
| 2021           | 51             |
| 2022           | 154            |

## 相鄰車站
福井鐵道
■福武線（市內軌道線）
■急行、■普通
福井城址大名町（F21）－仁愛女子高校（F23）－田原町（F24）

## 外部連結
- 福井鐵道仁愛女子高校站 （页面存档备份，存于）（日語）